# FC Dinamo București în sezonul 1961-1962
Sezonul 1961-62 este al 13-lea sezon pentru FC Dinamo București în Divizia A. Dinamo București a obținut la finalul sezonului al doilea titlu de campioană din palmares. A încheiat cu 36 de puncte, trei mai multe decât a doua clasată, Petrolul Ploiești. Gheorghe Ene a ocupat locul trei în clasamentul golgheterilor sezonului, cu 19 reușite.
Pe banca tehnică s-au perindat trei antrenori principali: Traian Ionescu (etapele 1-13), Constantin Teașcă (etapele 14-17) și Dumitru Nicolae Nicușor (etapele 18-26).

## Rezultate
| Divizia A | Divizia A          | Divizia A           | Divizia A | Divizia A |
| Etapa     | Data               | Adversar            | Stadion   | Rezultat  |
| --------- | ------------------ | ------------------- | --------- | --------- |
| 1         | 20 august 1961     | Dinamo Pitești      | deplasare | 4-3       |
| 2         | 27 august 1961     | Dinamo Bacău        | acasă     | 1-0       |
| 3         | 3 septembrie 1961  | Rapid București     | deplasare | 2-1       |
| 4         | 10 septembrie 1961 | UTA                 | deplasare | 1-0       |
| 5         | 17 septembrie 1961 | Știința Cluj        | acasă     | 2-2       |
| 6         | 24 septembrie 1961 | Steagul Roșu Brașov | deplasare | 1-2       |
| 7         | 1 noiembrie 1961   | CCA București       | acasă     | 1-1       |
| 8         | 15 octombrie 1961  | Jiul Petroșani      | acasă     | 5-2       |
| 9         | 29 octombrie 1961  | Metalul Târgoviște  | deplasare | 2-1       |
| 10        | 5 noiembrie 1961   | Petrolul Ploiești   | acasă     | 0-2       |
| 11        | 11 noiembrie 1961  | Progresul București | deplasare | 4-1       |
| 12        | 19 noiembrie 1961  | Minerul Lupeni      | deplasare | 3-0       |
| 13        | 26 noiembrie 1961  | Știința Timișoara   | acasă     | 0-1       |
| 14        | 18 martie 1962     | Dinamo Pitești      | acasă     | 2-2       |
| 15        | 25 martie 1962     | Dinamo Bacău        | deplasare | 5-1       |
| 16        | 1 aprilie 1962     | Rapid București     | acasă     | 0-1       |
| 17        | 8 aprilie 1962     | UTA                 | acasă     | 5-2       |
| 18        | 15 aprilie 1962    | Știința Cluj        | deplasare | 2-2       |
| 19        | 23 aprilie 1962    | Steagul Roșu Brașov | acasă     | 2-1       |
| 20        | 30 aprilie 1962    | Steaua București    | deplasare | 1-0       |
| 21        | 13 mai 1962        | Jiul Petroșani      | deplasare | 0-0       |
| 22        | 27 mai 1962        | Metalul Târgoviște  | acasă     | 7-1       |
| 23        | 3 iunie 1962       | Petrolul Ploiești   | deplasare | 1-1       |
| 24        | 10 iunie 1962      | Progresul București | acasă     | 2-2       |
| 25        | 7 iulie 1962       | Minerul Lupeni      | acasă     | 7-4       |
| 26        | 1 iulie 1962       | Știința Timișoara   | deplasare | 2-2       |

| Câștigătorii Diviziei A, ediția 1961-62 |
| --------------------------------------- |
| Dinamo București Al Doilea Titlu        |

| Cupa României | Cupa României | Cupa României     | Cupa României | Cupa României |
| Etapa         | Data          | Adversar          | Stadion       | Rezultat      |
| ------------- | ------------- | ----------------- | ------------- | ------------- |
| șaisprezecimi | 6 mai 1962    | Rapid Târgu Mureș | deplasare     | 1-0           |
| optimi        | 20 mai 1962   | Petrolul Ploiești | București     | 1-2           |

| Legendă    |
| ---------- |
| victorie   |
| egal       |
| înfrângere |

## Echipa
Portari: Ilie Datcu (20 jocuri/0 goluri), Iuliu Uțu (8/0).
Fundași: Dumitru Ivan (26/0), Ion Nunweiller (26/3), Cornel Popa (24/0).
Mijlocași: Vasile Alexandru (15/3), Ilie Constantinescu (11/0), Lică Nunweiller (18/0), Nicolae Panait (1/0), Constantin Ștefan (16/0).
Atacanți: Vasile Anghel (5/0), Constantin David (20/4), Tănase Dumitrescu (1/0), Haralambie Eftimie (16/11), Gheorghe Ene (20/19), Constantin Frățilă (19/5), Ion Pîrcălab (24/7), Mircea Stoenescu (1/0), Ion Țîrcovnicu (20/5), Aurel Unguroiu (5/0), Iosif Varga (15/4).

### Transferuri
Principalele transferuri efectuate de Dinamo: Ion Pîrcălab (UTA), Aurel Unguroiu (CSMS Iași). Debuturi: Ilie Datcu, Constantin Ștefan. Pleacă Gheorghe Cosma (Progresul), Sasu și Selymesi (ambii la UTA).